# LaSalle Records
LaSalle Records es un sello discográfico estadounidense fundado en 2004 por Travis Barker. LaSalle es una filial de Atlantic Records.

## Historia
LaSalle Records fue fundada en 2004 por Travis Barker, ex batería de The Aquabats y ahora en blink-182, Transplants, +44 y Expensive Taste. El nombre se debe a un popular modelo de Cadillac, coches de los que Barker es un verdadero fanático. Actualmente, el sello tiene su sede en Corona, California. El sello trabaja, principalmente, con grupos y música punk rock y sus subgéneros derivados, pero Barker admite que su sello está abierto a todo tipo de géneros.
La primera banda de LaSalle fue The Kinison, un grupo de post-hardcore californiano. Después ingresó The Nervous Return, una banda de garage rock y, por supuesto, las bandas de Barker Expensive Taste y Transplants.